# Wyżnia Bździochowa Brama
Wyżnia Bździochowa Brama, także Wyżnia Upłazowa Brama lub krótko Wyżnia Brama (słow. Vyšná brána, Horná Bždžochova brána, Horná brána, niem. Obere Pforte, węg. Felső kapu) – przełęcz znajdująca się na wysokości ok. 2140 lub ok. 2150 m w dolnej części zachodniej grani Kołowego Szczytu w słowackich Tatrach Wysokich. Jest środkową z trzech przełączek w górnym odcinku Bździochowej Grani pomiędzy kopułą szczytową masywu na południowym wschodzie a Świnką na północnym zachodzie. Dwie pozostałe to Zadnia Świnkowa Szczerbina na południowym wschodzie i Skrajna Świnkowa Szczerbina na północnym zachodzie. Pomiędzy Zadnią Świnkową Szczerbiną a Wyżnią Bździochową Bramą wznosi się niewielki garb o wysokości ok. 2182 m. Wyżnia Bździochowa Brama jest najgłębszym ze wspomnianych trzech siodeł.
Stoki południowo-zachodnie opadają z grani do Doliny Czarnej Jaworowej i są poprzecinane licznymi upłazkami, żlebkami i piarżyskami. Na północ od Wyżniej Bździochowej Bramy znajduje się Bździochowa Kotlina – górne piętro Doliny Kołowej. Pod samym siodłem w ścianie wyróżnia się długi, stosunkowo wąski komin ze spiętrzeniami.
Na przełęcz nie prowadzą żadne szlaki turystyczne. Najdogodniejsza droga dla taterników wiedzie z Doliny Czarnej Jaworowej, wejście z Doliny Kołowej jest trudniejsze.
Pierwsze wejścia:
- letnie – Antoni Jakubski, Adam Konopczyński i Stanisław Szulakiewicz, 13 sierpnia 1908 r., przy przejściu granią,
- zimowe – Lubomír Šrámek, Zdeněk Záboj i Václav Zachoval, 31 marca 1948 r.[1]

Nazwa Wyżnia Upłazowa Brama jest używana przez autorów atlasu satelitarnego Tatr – powstała jako konsekwencja przemianowania całej Bździochowej Grani na Upłazową Grań. Ivan Bohuš pisał, że Wyżnia Bździochowa Brama nosiła dawniej nazwę vyšná smradľavcova brána (wyżnia śmierdzielowa brama), która została przekształcona przez purystów językowych, mających duży wpływ na końcowe kształty wielu tatrzańskich określeń.